# 刘荻
刘荻（1981年10月9日—），毕业于北京师范大学心理學系。“不锈钢老鼠”是她在西祠胡同BBS的笔名。曾任自由中国论坛常务副站长。

## 事蹟
刘荻是《人民日报》老记者刘衡的孙女，刘衡1950年代被划为“右派”。
她在留言板上的言论包括《今天，我們都是自由人》、《柿油派網蟲集體向黨和政府投誠──虛擬現實主義方案》等文章支援創辦公益性網站六四天網而被逮捕的黃琦。
在2002年11月9日被北京市的便衣警察「國保總隊」以涉嫌參加「非法組織」的名義从校园抓走，关在北京秦城監獄一年多，引發各界聲援。民间爱滋义工胡佳等向北京市公安局申请游行抗议非法超期羁押刘荻，但未果。在2003年11月28日連同另外兩人得到假释，后被免于起诉。
2007年获赫尔曼-哈米特奖。2012年获德国金鸽奖。
2014年5月因参加“六四研讨会”被传唤和刑拘，其他被捕人士包括人权律师浦志强﹑人权活动家胡石根、学者徐友渔以及北京电影学院教授郝建。同年6月5日获得释放。